# たけし・所の二人テレビ
『たけし・所の二人テレビ』（たけし・ところのふたりてれび）とは、2009年から2011年まで不定期でテレビ朝日（第1回） → 日本テレビ（第2・3回） → TBS（第4回）で放送がされていたビートたけし・所ジョージの冠番組であり、バラエティ番組・特別番組である。文字多重放送、ステレオ放送、ハイビジョン制作を実施していた。通称は「二人テレビ」。

## 概要
『世界まる見え!テレビ特捜部』（日本テレビ系列）『奇跡体験!アンビリバボー』（フジテレビ系列）『所さんの世田谷ベース』・『たけしの等々力ベース』（BSフジ）などのテレビ番組での共演機会が多く、プライベートでも非常に仲の良い、ビートたけし・所ジョージの2名が送るバラエティ番組、特別番組。
企画や内容などは全て2人にゆだねられており、予想外の事態に発展することも多い。
第1回は『24時間テレビ』の真裏でテレビ朝日にて放送。
第2・3回はその『24時間テレビ』を放送した日本テレビで放送されている。この理由について当人たちは「何故かは知らないがテレ朝が手放した」と語っている。
また、第2回放送時、次回はテレビ朝日・日本テレビ以外の局で放送すると予告しており、最終的にはたけし曰く「NHK・民放全局制覇&BBCで放送しエミー賞受賞」と語っていたが、第3回も日本テレビでの放送となった。
第4回はTBSで放送された。

## 番組内容

### 第1回
- タイトル 『たけし・所の二人テレビ』
- 放送局 テレビ朝日（関東ローカル）
- 放送時間 2009年8月29日 深夜24:30 - 25:25

『快盗!!シノビーナ』特別編として放送。その後同年9月6日（初回放送）にCSテレ朝チャンネルで完全版を放送。

#### 出演者
メイン司会
- ビートたけし
- 所ジョージ

女子アナ
- 竹内由恵
- 本間智恵
- 八木麻紗子

おまけ編
- マイコーりょう

#### 内容
- 所の自宅（通称「世田谷ベース」）にて2人のみで放送。
- スタッフを極限まで少なくし、カメラも基本的に固定カメラのみで行った。いきなり「斬新な演出」としてカメラをいじくったり、恐らくゴールデンでは流せないような曲をBGMとして流したり、たけしが持ってきたコスプレグッズでタイトルコールをするのに放送時間の半分を使い、残りはたけし・所の対談や所有する車の紹介を行った。

### 第2回
- タイトル 『たけしところの二人テレび』
- 放送局 日本テレビ（関東ローカル）
- 放送時間 2010年5月9日 13:20 - 15:00

系列地方局の多くは『たかじんのそこまで言って委員会』を放送。その後一部の系列局でも順次放送。

#### 出演者
メイン司会
- ビートたけし
- 所ジョージ

助手
- 清水圭
- ガンビーノ小林

#### 内容
- 世田谷ベースを飛び出し都内の名所を巡る。
- 1枚2万3000円もするおそろいのTシャツを買ったり、世田谷ベースの庭園に勝手にトマトを植えるなど相変わらずの暴挙を行なう。対談ではたけしの新作映画『アウトレイジ』について語った。

### 第3回
- タイトル 『たけし、所の二人テれび』
- 放送局 日本テレビ（関東ローカル）
- 放送時間 2010年10月17日 15:00 - 16:25

#### 出演者
メイン司会
- ビートたけし
- 所ジョージ

助手
- 清水圭
- ガンビーノ小林

特別出演
- ガダルカナル・タカ
- つまみ枝豆
- 笑福亭笑瓶
- 金田さん（所の友人）

#### 内容
- 第2回で植えた野菜の収穫などを行った。その際、熱中症で所が倒れたことに関しても言及していた。

### 第4回
- タイトル『たけし所の二人てれび』
- 放送局 TBS（関東ローカル）
- 放送時間 2011年9月10日 15:30 - 17:00

IBC岩手放送でも2013年7月7日の14:00 - 15:24に放送。

#### 出演者
メイン司会
- ビートたけし
- 所ジョージ

助手
- 清水圭

#### 内容
- 初の3日間にわたるロケ。初日は『所さんの世田谷ベース』の延長でたけし・所・清水でロケ内容について会議。翌日の天気予報が雨であることに心配していたがその不安は的中。集中豪雨となってしまい、早朝4時半に集まったにもかかわらずロケは中止に。その後日を改めて世田谷ベースで収録（それでも世界陸上による『情報7days ニュースキャスター』の繰り下げ放送により一部企画を断念）。
- 世田谷ベースではデリバリーの食べ比べや昔やっていたという「カブトムシで賽銭箱の中身を盗る」に挑戦。また、所が持っているクラシックカーでのドライブ&クロマキー合成のバーチャルドライブ。たけしプロデュースのジャズCDの聴き比べを行った。

## スタッフ

### 第4回時点
- 制作総指揮：ビートたけし
- 総務／題字：所ジョージ（以前は企画担当で“芳賀隆之”の本名名義）
- 構成：谷口秀一、クリタヤスシ、高須光聖、橋克弘、藤原昭彦
- 技術：共同テレビ
- ＣＡＭ (カメラ)：清水貴能、黒川広仁
- 美術協力：TACreate
- 美術：野口香織
- 選曲効果：梅津承子（エッグノッグ）
- 編集：廣川良一（麻布プラザ）
- ＴＫ (タイムキーパー)：西岡八生子
- 宣伝：小林恵美子（TBS）
- 編成：秤淳一郎（TBS）
- ＡＤ (アシスタントディレクター)：中松謙介
- プロデューサー・演出：中川圭一郎（オフィス・トゥー・ワン）
- プロデューサー：阿部龍二郎（TBS）
- 制作協力：オフィス・トゥー・ワン
- 製作･著作：TBSテレビ

### 過去のスタッフ
- ＣＡＭ (カメラ)：清水貴能、柿内孝文（桑原征平の娘婿）
- 編集：辻泰治（麻布プラザ・第3回まで）
- 結髪：平野勝由
- ＭＡ (マルチオーディオ)：小田嶋広貴（麻布プラザ）
- アシスタントプロデューサー：小宮山徹（オフィス・トゥー・ワン）
- チーフプロデューサー：山本隆司（テレビ朝日）／中村英明（日本テレビ）
- 制作著作：テレビ朝日（第1回）
- 製作著作：日本テレビ（第2・3回）